# Лавр
Лавр (лат. Laurus) — род субтропических деревьев или кустарников семейства Лавровые (Lauraceae).
Представители рода произрастают в Средиземноморье, Черноморском побережье России — на Кавказе, в Абхазии, на Канарских островах, на Армянском нагорье.

## Биологическое описание
Вечнозелёные растения.

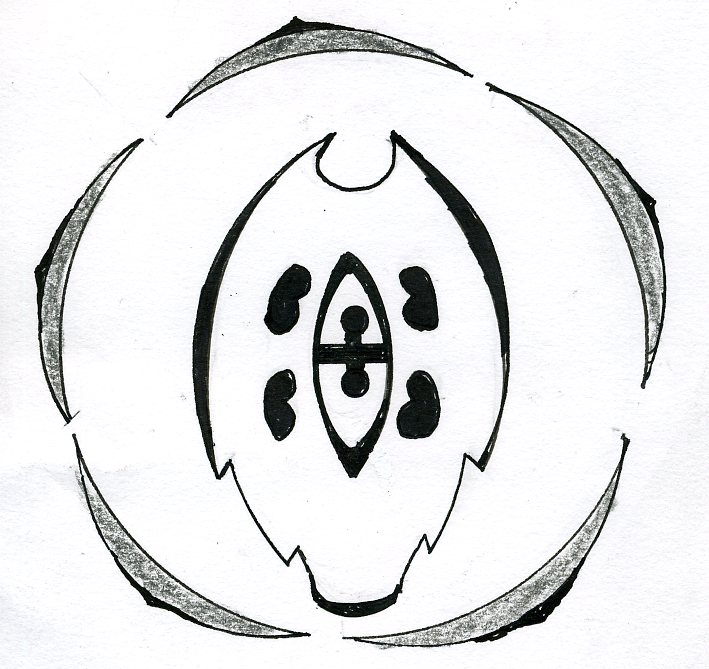
Диаграмма цветка рода Лавр

Листья очерёдные, кожистые, цельнокрайные; содержат большое количество эфирных масел.
Цветки собраны в зонтиковидные пазушные соцветия.
Плоды сине-чёрные, костянковидные, односемянные.

## Классификация

### Таксономия
Род Лавр входит в семейство Лавровые (Lauraceae) порядка Лавроцветные (Laurales).

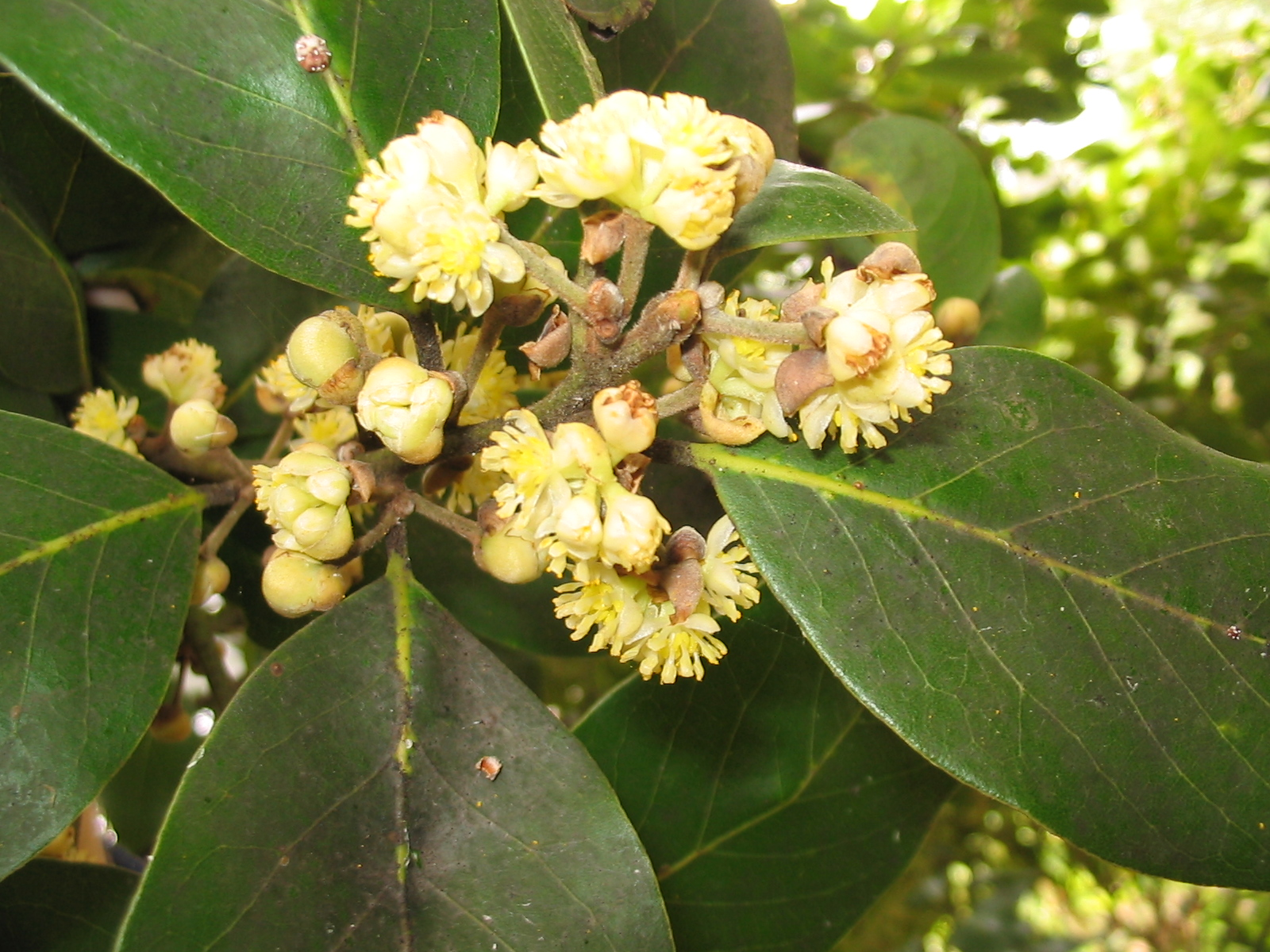
Лавр азорский (Laurus azorica). Соцветие

|  |                                      |  |                                                             |                                                             |                    |  | ещё 36 семейств (согласно Системе APG II) |                    |                    |          |
|  |                                      |  |                                                             |                                                             |                    |  |                                           |                    |                    | три вида |
|  |                                      |  |                                                             | порядок Лавроцветные                                        |                    |  |                                           |                    | род Лавр           |          |
|  |                                      |  |                                                             | порядок Лавроцветные                                        |                    |  |                                           |                    | род Лавр           |          |
|  | отдел Цветковые, или Покрытосеменные |  |                                                             |                                                             | семейство Лавровые |  |                                           |                    |                    |          |
|  | отдел Цветковые, или Покрытосеменные |  |                                                             |                                                             |                    |  |                                           |                    |                    |          |
|  |                                      |  | ещё 44 порядка цветковых растений (согласно Системе APG II) | ещё 44 порядка цветковых растений (согласно Системе APG II) |                    |  |                                           | ещё около 55 родов | ещё около 55 родов |          |
|  |                                      |  |                                                             | ещё 44 порядка цветковых растений (согласно Системе APG II) |                    |  |                                           |                    | ещё около 55 родов |          |

### Виды
Род включает 2 вида:
- Laurus azorica (Seub.) Franco (1960) — Лавр азорский
- Laurus nobilis L. (1753) — Лавр благородный

В последнее время появилось предложение выделить популяции Laurus azorica на Канарских островах и Мадейре в новый вид
- Laurus novocanariensis Rivas Mart., Lousã, Fern.Prieto, E.Días, J.C.Costa & C.Aguiar (2002)

## В культуре
В Древней Греции лавр считался священным растением Аполлона, в основе почитания лежал миф об Аполлоне и нимфе Дафне др.-греч. Δάφνη, daphne — «лавр» — в который она была обращена, взмолившись — чтобы избежать преследования Аполлона, охваченного к ней страстью… Он сплёл из веток лавра венок, который стал его непременным атрибутом. Отсюда — лавровый венок либо ветвь, получившие затем значение символа триумфа. См. также Флора древнегреческой мифологии.
Уже Теофраст отмечал обилие в Древней Греции лавровых деревьев. В античности лавр использовался в различных целях, в быту его листом из-за его острого аромата окуривали помещение, он применялся при религиозных ритуалах, ему приписывали особые свойства.